# Lipieniec
Lipieniec (dodatkowa nazwa w j. kaszub. Lëpińc) – osada leśna w Polsce, położona w województwie pomorskim, w powiecie bytowskim, w gminie Czarna Dąbrówka.
W latach 1975–1998 osada administracyjnie należała do województwa słupskiego.